# Sikukia
Sikukia es un género de peces de la familia Cyprinidae y de la orden de los Cypriniformes.

## Especies
- Sikukia flavicaudata X. L. Chu & Y. R. Chen, 1987
- Sikukia gudgeri (H. M. Smith, 1934)
- Sikukia longibarbata Z. Y. Li, Y. R. Chen, J. X. Yang & X. Y. Chen, 1998
- Sikukia stejnegeri H. M. Smith, 1931

- Datos: Q3760726
- Especies: Sikukia